# Гродненский мясокомбинат
Гро́дненский мясокомбинат (бел. Гродзенскі мясакамбінат) — белорусское мясоперерабатывающее предприятие, расположенное в Гродно. По состоянию на 2020 год — второе по объёму выручки мясоперерабатывающее предприятие в Республике Беларусь.

## История
Предприятие считает датой основания 1912 год, когда в Гродно была организована бойня для убоя скота; энциклопедия «Республика Беларусь» относит дату создания предприятия к 1972 году. В 1939 году на базе национализированной бойни был организован Гродненский мясокомбинат. В 1945 году комбинат производил до 2 т мяса и 200 кг колбасных изделий в день. В 1953 году был введён в эксплуатацию новый цех по производству 3 т колбасных изделий за одну смену. Впоследствии было принято решение о выносе предприятия за границы города, и в 1970 году началось строительство корпусов на новой производственной площадке  (10,6 га). Новый мясокомбинат был введён в эксплуатацию в 1972 году. Комбинат подчинялся Народному комиссариату (с 1946 года — Министерству) мясной и молочной промышленности БССР, в 1986—1991 годах — в системе Гродненского областного производственного объединения мясо-молочной промышленности Гродненского областного агропромышленного комитета, в 1991—1994 годах входил в состав Гродненского областного добровольного объединения мясо-молочной промышленности, в 1994—1995 годах — в состав Гродненского областного государственного объединения мясо-молочной промышленности «Мясомолпром», с 1995 года — в подчинении комитета по сельскому хозяйству и продовольствию Гродненского облисполкома. В 1995 году комбинат преобразован в открытое акционерное общество.

## Современное состояние
Мясокомбинат производит мясо, мясные субпродукты и полуфабрикаты, колбасные изделия, пищевые жиры, эндокринно-ферментное сырьё. В 2019 году комбинат был вторым по объёму производства колбасных изделий среди предприятий Республики Беларусь.
В 2020 годам выручка компании составила 423,6 млн руб., чистая прибыль — 9,1 млн руб. (ок. 3,5 млн долларов). В 2019 году на предприятии работало 2027 человек, в 2020 году — 1858 человек. По состоянию на 2021 год 75,8952% акций компании находились в коммунальной собственности, ещё 0,0835% — в республиканской собственности, остальные акции (около четверти) были распределены между 2669 физическими лицами и несколькими юридическими лицами. В 2020 году Гродненский мясокомбинат был вторым по объёму выручки мясоперерабатывающим предприятием в республике, уступив только Брестскому мясокомбинату. В 2021 году сообщалось, что Гродненский мясокомбинат начнёт производство колбас на площадях обанкротившегося Лидского мясокомбината. В 2019 году к мясокомбинату было присоединено два убыточных сельскохозяйственных предприятия.
В августе-сентябре 2020 года более 800 сотрудников мясокомбината подписали открытое письмо с призывом к проведению новых выборов и расследованию насилия в отношении протестующих.